# Sisters In Islam
Sisters in Islam (SIS) är en icke-statlig organisation för muslimska kvinnor i Malaysia. Organisationen arbetar för att betona kvinnors rättigheter genom att tolka Koranen och hadith i deras riktiga historiska och kulturella kontext. 
SIS bildades 1988 av en grupp kvinnliga advokater, aktivister, akademiker och journalister. Organisationen säger sig verka för ett islam genomsyrat av jämlikhet, rättvisa, frihet och värdighet. 
Zainah Anwar var med och startade organisationen. Hon engagerade sig starkt i frågor rörande polygami och kvinnors problem med shariadomstolars stundtals diskriminerande behandling av kvinnor. Hon var organisationens ledare i nästan två årtionden innan hon avgick för att släppa fram nya krafter till ledarposten. SIS erbjuder kvinnor i nöd gratis juridisk rådgivning i bl.a. skilsmässofrågor. 